# Pseudois
Pseudois är ett släkte av däggdjur som ingår i familjen slidhornsdjur.
Arter enligt Catalogue of Life samt Wilson & Reeder (2005):
- Blåfår (Pseudois nayaur), i Tibet och andra provinser av östra Kina samt i angränsande områden av Pakistan, Nepal och Bhutan.
- Pseudois schaeferi, i dalgångar av Yangtzeflodens källfloder.

IUCN listar Pseudois schaeferi som underart till blåfåret.
Arterna blir 1,15 till 1,65 meter långa (huvud och bål), har en 10 till 20 cm lång svans, en mankhöjd av 75 till 91 cm och en vikt av 25 till 80 kg. Blåfåret har en gråbrun färg på ovansidan med blåaktig skugga och undersidan är vitaktig. Även Pseudois schaeferi har på ryggen gråbrun päls men skuggan är mörkare och mer silverfärgad. Dessutom är arten mindre. Horn som är böjda bakåt finns hos båda kön men hannarnas horn är mycket större. De kan vara 82 cm långa.
Dessa getdjur lever i klippiga bergstrakter eller på högplatå som är täckta av gräs och som ligger 2500 till 6500 meter över havet. Deras pälsfärg ger de ett bra kamouflage. Arterna äter gräs och örter på sommaren samt torra gräsrester och lav på vintern.
Individerna lever i grupper men flockens storlek varierar beroende på årstid. Allmänt har en flock 5 till 18 medlemmar och ibland lever upp till 60 individer tillsammans. I sällsynta fall bildas hjordar med upp till 400 medlemmar. Vanligen lever hannarna utanför parningstiden ensam eller i ungkarlsflockar.
Under parningstiden mellan oktober och januari strider hannarna om rätten att para sig men även honorna kan vara aggressiva mot varandra. Dräktigheten varar cirka 160 dagar och sedan föds mellan maj och juli en unge, sällan tvillingar. Ungarna diar sin mor upp till 6 månader och blir efter 18 månader könsmogna. Vanligen parar sig hannar inte innan de är 7 år gamla. Med människans vård kan arterna leva 20 år.